# Sitio de Pilsen
El sitio de Pilsen (o Plzeň ) o batalla de Pilsen fue un asedio de la ciudad fortificada de Pilsen —en checo: Plzeň— en Bohemia llevada a cabo por las fuerzas de los protestantes bohemios dirigidas por Ernesto de Mansfeld. Fue la primera gran batalla de la Guerra de los Treinta Años. La victoria protestante y la posterior captura de la ciudad agrandó la revuelta de Bohemia.

## Antecedentes
El 23 de mayo de 1618 los nobles protestantes derrocaron el gobierno del rey Fernando II y arrojaron a los gobernadores católicos de Bohemia desde su oficina en el castillo de Praga en la Defenestración de Praga. El nuevo gobierno formado por la nobleza protestante le dio a Ernst von Mansfeld el mando sobre todas sus fuerzas. Mientras tanto, los nobles y sacerdotes católicos comenzaron a huir del país. Algunos de los monasterios, así como los feudos no fortificados fueron evacuados y los refugiados católicos se dirigieron a la ciudad de Pilsen, donde pensaron que se podía organizar una defensa exitosa. La ciudad estaba bien preparada para un largo asedio, pero las defensas estaban mal dirigidas y los defensores carecían de suficiente pólvora para su artillería. Mansfeld decidió capturar la ciudad antes de que los católicos pudieran obtener apoyo del exterior.

## El sitio
El 19 de septiembre de 1618, el ejército de Mansfeld llegó a las afueras de la ciudad. Los defensores bloquearon dos puertas de la ciudad y la tercera fue reforzada con guardias adicionales. El ejército protestante era demasiado débil para comenzar un asalto total al castillo por lo que Mansfeld decidió tomar la ciudad por hambre. El 2 de octubre llegó la artillería protestante, pero el calibre y el número de cañones eran pequeños y el bombardeo de las murallas de la ciudad tuvo poco efecto. El asedio continuó, con los protestantes recibiendo nuevos suministros y reclutas a diario, mientras que los defensores carecían de alimentos y municiones. Además, el pozo principal de la ciudad fue destruido y las reservas de agua potable pronto se agotaron.
Finalmente, el 21 de noviembre, consiguieron hacer brechas en las murallas y los soldados protestantes entraron en la ciudad. Después de varias horas de combate cuerpo a cuerpo, toda la ciudad estaba en manos de Mansfeld.

## Consecuencias
Después de capturar la ciudad, Mansfeld exigió 120 000 florines oro como reparaciones de guerra y 47 000 florines adicionales para ahorrarle a la ciudad el coste de no quemarla. Entre ambas ambas exigencias pasaron dos años. Sin embargo, pronto el Sacro Imperio Romano Germánico, liderado por Baviera , reunió fuerzas suficientes y cruzó la frontera con Bohemia, en dirección a Pilsen y Praga.
El recién elegido rey de Bohemia, Federico V del Palatinado, era consciente de la gran superioridad de las fuerzas enemigas y ordenó a su propio ejército reagruparse y atacar por separado a cada uno de los ejércitos que avanzaban. Sin embargo fue abandonado por la mayoría de sus aliados y sus ejércitos se dispersaron en los densos bosques entre Pilsen y Praga, lo que terminó en una derrota decisiva en la batalla de la Montaña Blanca.